# Народный костюм Воронежской губернии

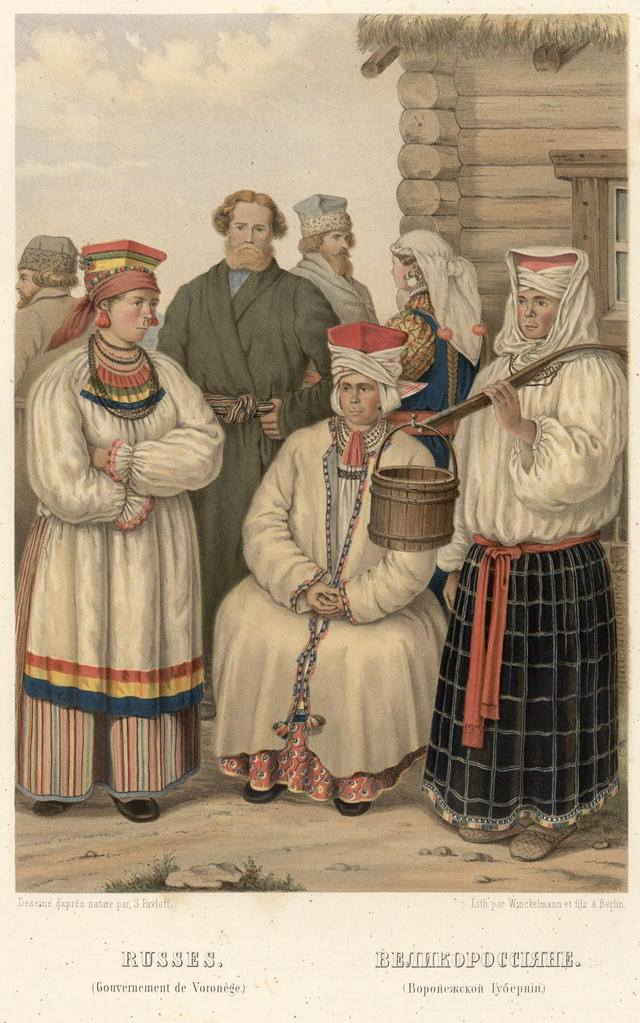
Костюмы русских Воронежской губернии. Иллюстрация из книги «Этнографическое описание народов России» 1862 г.

Народный костюм Воронежской губернии (охватывавшей, помимо современной Воронежской области, также часть Белгородской области) относится к южнорусскому типу костюма,  для которого характерно наличие юбки, а не сарафана, как в севернорусском.
В его формировании важную роль сыграли выходцы из Рязанщины, осваивавшие территорию современной Воронежской области с XI века, а затем, на протяжении XV-XVII веков, хаотично, иногда целыми поселениями, переселявшиеся туда жители средней полосы России (уроженцы Подмосковья, той же Рязанщины, Тульщины, Брянщины, Орловщины, Тамбовщины, Курской земли и т.д.), а также украинцы. Первоначально осваивалось правобережье Дона на севере и западе современной Воронежской области, и частично левобережье. Как правило, поселенцы этого периода были служилыми людьми (поскольку на территории современной Воронежской области, как и на юго-востоке Руси в целом, располагалось множество засечных черт, игравшие важную оборонительную роль на тогдашних южных границах Московского царства) и беглыми крестьянами, привносившими на Воронежье особенности одежды из родных мест. Потомками служилых людей являются т.н. однодворцы. В XVII-XVIII веках Воронежская земля также заселялась государственными крестьянами (по велению правительства), бывшими монастырскими крестьянами, а также крепостными, переселявшимися вместе со своими помещиками, получившими там землю. Эта волна переселенцев также была среднерусской по происхождению (из Московской, Нижегородской, Костромской, Ярославской, Владимирской губернии, Тамбовщины, Рязанщины и т. д.), хотя среди них присутствовали и жители уже освоенной части Воронежья. Ввиду бедноты населения (впрочем, в XIX веке многие однодворцы были довольно обеспечены и предпочитали покупные ткани домашним), его неаристократического происхождения и значительной удалённости от Москвы, её влияние на костюм (как например, сарафаны и кокошники северного типа) было невелико. Кроме того, в Воронежье, как и в южнорусских областях в целом, оформились отдельные группы, выделявшиеся культурными и диалектными особенностями и имевшими собственные названия; в Воронежье эти субэтносы сформировались в среде однодворцев — талагаи, ягуны, цуканы. Порой представители субэтносов сознательно отгораживались от основной массы населения, в частности, не вступали в дружественные и родственные отношения не со «своими». Таким образом, сформировался весьма самобытный, но в то же время разнообразный и дифференцированный в зависимости от места комплекс одежды, бытовавший до 1930-х годов (а в некоторых местах — аж до 1960-х).

## Общая характеристика
В целом самыми распространёнными цветами в воронежском костюме являются белый, красный и чёрный. Из тканей чаще всего использовали конопляные, шерстяные и крапивные ткани.

### Вышивка и цветовая символика
Воронежская вышивка, как и весь костюм в целом, характеризуется яркостью и разнообразием используемых цветов. Преобладающим орнаментом в воронежской вышивке является геометрический, обильно использующий солярные знаки. Форы узоров представляют собой ромбы (вероятно, символизировавший Солнце, поскольку иногда по сторонам ромба присутствовали линии, очевидно олицетворявшие солнечные лучи), квадратики (пересечённые линиями крест-накрест и с точками посередине; символизирует засеянное поле), треугольники (встречаются как и в ромбическом орнаменте, так и в виде самостоятельной части узора; обозначает целинную землю), перекрещивающиеся и ломанные линии. Не менее распространёнными в орнаменте были кресты и их многочисленные вариации. Например, сдвоенный крест (восьмиконечная звезда), называющийся в Воронежье «болгарским», символизирует семью: мужа и жену. Он образовывался из двух удлинённых плашек прямоугольной формы, на концах которых делалась треугольная выемка. Также восьмиконечная звезда называлась «рожей», т.е. мальвой (на Украине этот элемент, также называвшийся «рожа/ружа», обозначал розу). Также существовали линейные геометризированные ряды деревьев с поднятыми вверх диагональными ветвями, а также антропоморфные узоры — в виде человеческих фигур («бабочки о шести (восьми/двенадцати) рожков», «муховские мужички и бабочки»). В процессе эволюции ромба появился т.н. «репей», отдалённо напоминавший одноимённый плод лопуха. «Репей» использовался всеми славянскими народами, но в Воронежской земле он сохранился и использовался чаще, чем где-либо. также бытовал орнамент под названием «гусиные лапки» или «вороньи глазки», состоящий из волнистых линий с точками в петлях.
Наряду с Белгородчиной, Воронежская земля является одной из немногих исторических областей России, где использовалась вышивка чёрными нитями. Считается, что чёрный цвет символизирует плодородность Воронежской земли (чернозём). Вышивка чёрными нитями и сейчас распространена междуречье Тихой Сосны и Потудани — правых притоков Дона, на юго-западе современной Воронежской области (бывшие Коротоякский, Острогожский, Бирюченский и частично Нижнедевицкий и Валуйский уезды Воронежской губернии) и востоке Белгородской области, на юге Воронежской области (бывшие Лосевский, Воронцовский и Бутурлиновский уезды Воронежской губернии) она дополняется красноузорным ткачеством, нашиванием полосок цветной ткани, галуна, блесток и т. п. Воронежская черноузорная вышивка характеризуется большой сдержанностью, внешней простотой и чётким геометрическим узором, она представляет многоярусную композицию и является симметричной относительно центра. В местах распространения черноузорной вышивки вышивались на рукавах и поликах рубах.
В отличие от юга и юго-запада, в центре и на севере Воронежья (Воронежский, часть Нижнедевицкого уезда и находящиеся на территории нынешней Липецкой области Задонский и Землянский уезды) чёрноузорная вышивка не использовалась, вышивали исключительно красными нитями.

## История изучения
Первые описания одежды на Воронежской земле датируются XVII-XVIII в. в официальных документах, например, описях имущества. Однако, как правило, там упоминаются лишь отдельные детали костюма и ткани, из которых они изготовлены.
Систематическое изучение русского народного костюма, однако, начинается лишь в XIX веке. В 1848 г. Русское географическое общество разослало по разным российским губерниям анкету (за авторством историка Николая Надеждина), на которых уже поступали ответы с описанием народного костюма. Не исключением стала и Воронежская губерния: в ответах на анкету некоторые авторы, наряду с простым перечислением деталей костюма, также дают их подробные описания и зарисовки. Указываются особенности костюма той или иной местности, способы ношения деталей.
Большой вклад в этнографическое изучение Воронежья внёс краевед и советник Воронежского губернского правления с 1847 года Николай Второв. Он тщательно и основательно занимался этнографическим изучением Воронежской губернии, не исключая и народный костюм. Им и его соратниками был составлен этнографический альбом с изображением народных костюмов 30 местностей Воронежской губернии, проиллюстрированный акварелями Сергея Павлова, учителя рисования воронежского кадетского корпуса. К альбому прилагалось подробнейшее описание костюмов, исторический очерк о заселении Воронежья и статистические и этнографические сведения о населении Воронежской губернии. Альбом был издан в 1860-1861 гг. Также заметки о воронежском фольклоре (и о народном костюме в частности) публиковались в 1850-1860-х гг. в «Воронежских губернских ведомостях».
В конце XIX-начале XX в. этнографическим изучением народного костюма занимались сотрудники воронежского губернского краеведческого музея.  В 1925 и 1936 годах на территории Воронежья проводились экспедиции Российской Академии истории материальной культуры (РАИМК; ныне институт археологии РАН) и отдела этнографии Русского музея во главе с Надеждой Гринковой и этнографом и сотрудницей Русского музея Еленой Бломквист, на бумаге костюмы запечатлела воронежская художница Н. И. Юргенсон.
Воронежский народный костюм изображён на полотнах художников Александра Бучкури и Елены Киселёвой.

## Мужской костюм

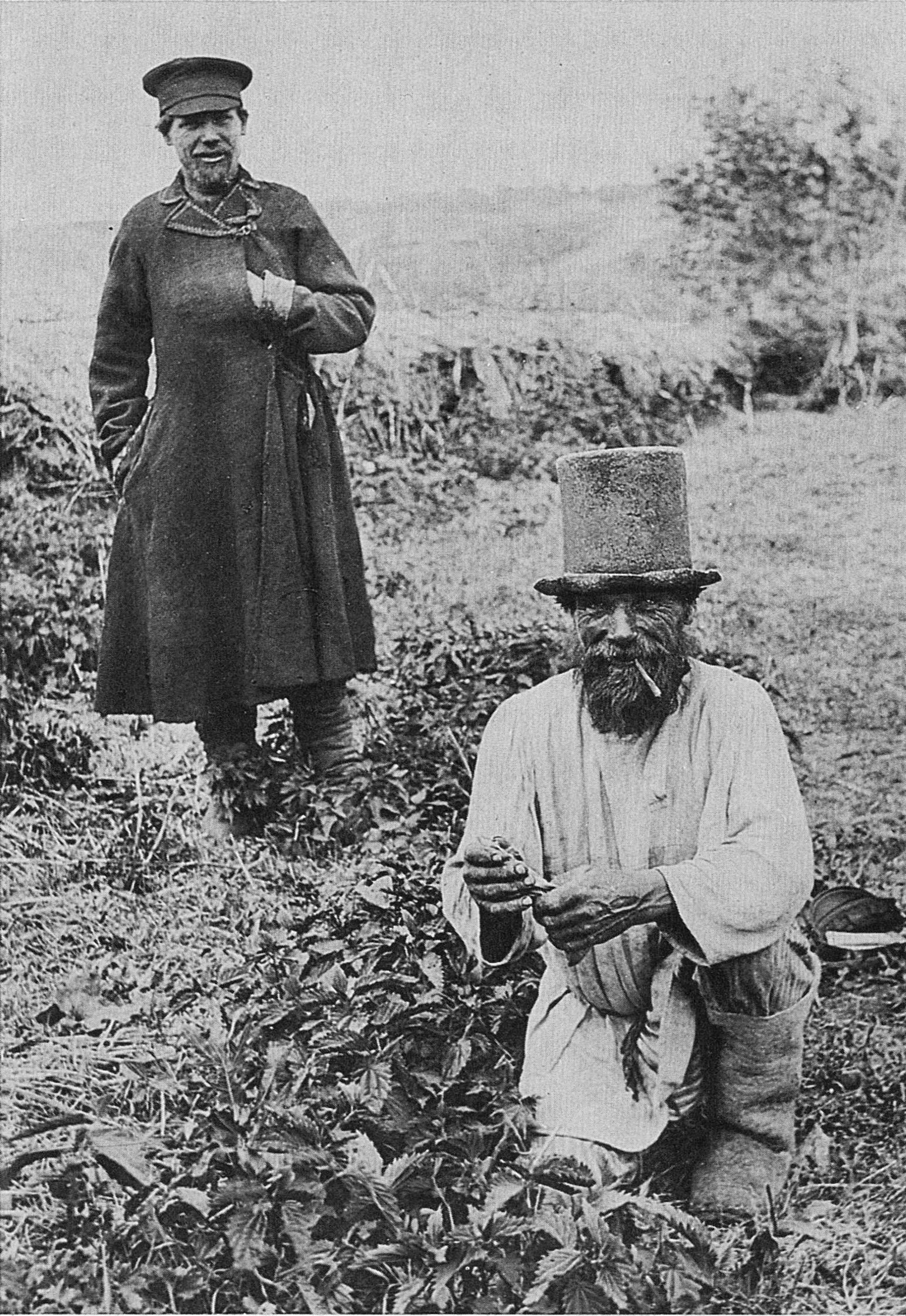
Крестьяне Воронежской губернии, 1908 г. Мужчина на переднем плане — в гречневике

Мужской костюм не отличался разнообразием и был практически идентичен мужской одежде других губерний. Основу мужского костюма составляла рубаха-косоворотка (также существовали рубахи с прямым вырезом) и узкие штаны-порты синего цвета. В XIX веке, в связи с вытеснением домотканой холстины фабричными тканями, рубахи стали шить из пестряди, кумача и ситца (однако, к примеру, в Коротоякском уезде ещё в 1920-х годах наряду с рубахами из пестряди не только старики, но и молодёжь носила холстяные рубахи), а праздничные рубахи состоятельных мужчин (в особенности молодых парней) — из кашемира красного, малинового или зелёного цвета, в Коротоякском уезде праздничные рубахи были сатиновыми, чёрного цвета. Концы рукавов изначально были широкие, но впоследствии стали обладать манжетами. В промежуток между соединением рукава и переднего полотнища вставлялась ластовица (в Коротоякском уезде ластовицы назывались «паляки́»), из красной пряжи. Ворот косовороток Коротоякского уезда низкий, высотой около 2 см, украшался вышивкой из чёрных нитей, но в месте прикрепления ворота и вокруг него вышивка уже из красных нитей. Концы рукавов и подола старинных коротоякских рубах украшались полосками закладного ткачества различной ширины из красных тканей и красными же грубыми численными кружевами. Существовали и рубахи и с украшениями на спине и груди, т.н. рубахи с «муто́узом» или «хрястом». Подобные рубахи носились в селе Платава (ныне Репьёвский район, ранее — Коротоякский уезд). Подоплёка у этой рубахи треугольной формы, шов, скрепляющий её с основным полотнищем, вышивается красной нитью («муто́уз»), в вершине треугольника, располагающейся посередине груди, вышивался крест в виде двух пересекающихся стежков красной нити или нескольких мелких крестиков. На некоторых экземплярах аналогичный крест присутствовал на спине. Штаны, однако, даже в 1920-е годы изготовлялись из домотканой холстины, набивной (как правило, в вертикальную белую полоску, в промежутках между полосками могли присутствовать вилюшки, ромбики или квадратики; в Коротоякском уезде узор набивался масляными красками на белом фоне) и крашеной (преимущественно у бедняков), хотя ещё в конце XIX века появились образцы из фабричных молескина, шерсти и сукна. В Коротоякском уезде в 1920-е годы штаны из набивной ткани выходили из употребления, им на смену приходили штаны из белого гладкого холста или холста, вычерненного на дому. Между штанин вшивался клин, образовывавший мотню, обеспечивавшую удобство при ношении. В талии порты подвязывались шнурком-гашником (протягивавшимся в учкур — проём, образованный подворачиванием портов на талии в полоску), таким образом удерживая их на бёдрах.
Рубаха опоясывалась шерстяным поясом, а позднее — кожаным ремнём. В старину рубахи доходили до колен, и подпоясывались низко — «под пузо», к началу XX века подол рубахи укоротился и пояс стали носить на талии. В Воронежской губернии на протяжении времени существовало множество способов изготовления мужских поясов.
Верхней одеждой служили шуба и халат, в XIX веке появились жилеты, и надевавшиеся в прохладную погоду пиджаки. Летом носили поддёвки из чёрного сукна.
Головными уборами служили валяные из овечьей шерсти шапки-колпаки (носившие также такие названия, как еломо́к, ермолка), сужавшиеся кверху и иногда обладавшие плотно примыкавшими к тулье полями и валяные же шляпы-гречневики цилиндрической формы и узкими полями, изготовлявшиеся на дому, а также меховые шапки — малахай (проник в Воронежье в середине XIX века, в начале XX века вытеснен ушанкой), треух (он же капелю́х/капе́люх/капелю́ха, носился в отдельных уездах, также был вытеснен ушанкой), куркуль (шапка, сшитая из чёрной овчины мехом вверх и с холстяной подкладкой), и каракулевые шапки (появились в середине XIX века, с 1920-х годов также шились и из искусственного каракуля). Обычно каракулевые шапки носили женихи, притом слегка набекрень, чтобы торчал чуб — копна волос. С середины-конца XIX века мужчины также носят картузы. По праздникам (а также у женихов на свадьбах) картуз украшался цветком, как правило красной розой или мальвой. Самой распространённой причёской была стрижка под горшок, с чёлочкой (при этом волосы сзади доходили до плеч, закрывая шею) и причёска на пробор. В начале XX века появилась причёска, при которой волосы на голове стриглась коротко, а спереди чёлка зачёсывалась набок, образовывая чуб. В ряде мест данная причёска называлась «русская полька», или просто «полька».
Кое-где были распространены вязаные шарфы белого, а иногда — красного и малинового цветов. Шарфы вязались на двух спицах из толстой шерстяной пряжи. Шарфы носились поверх полушубка, а концы заправлялись за пазуху шубы.

## Женский костюм

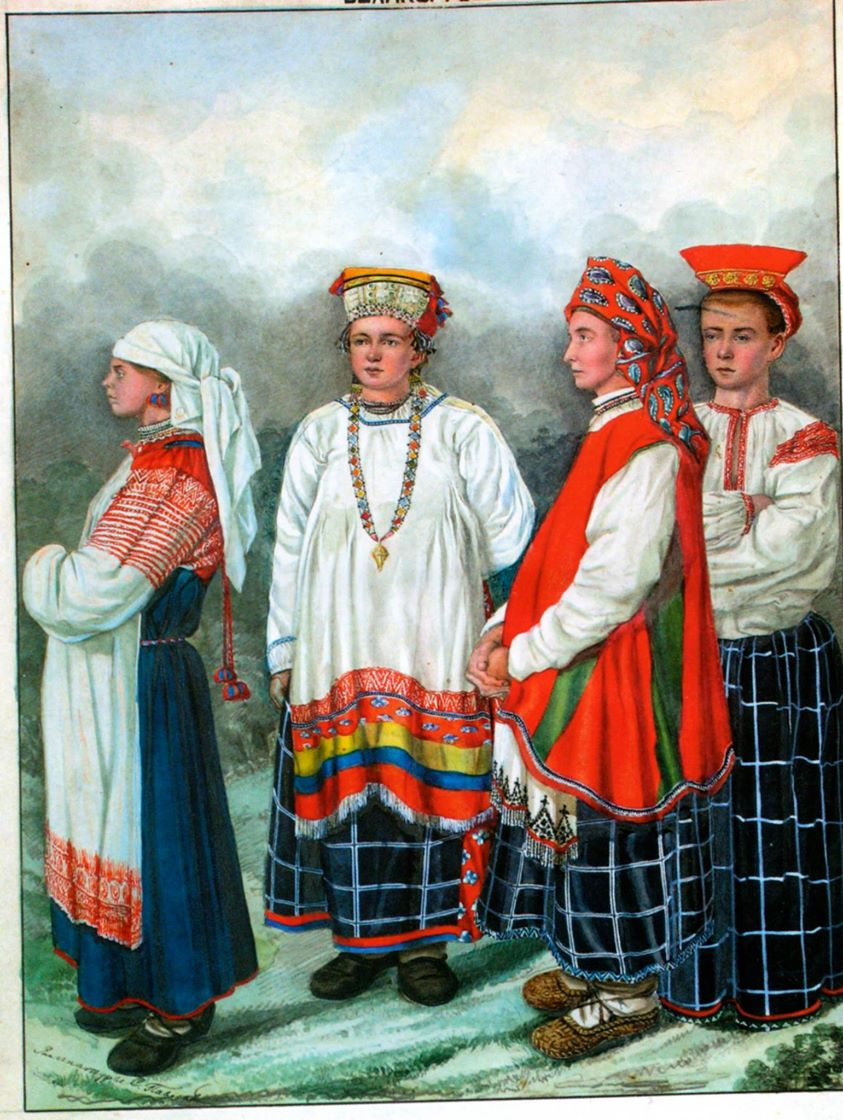
Костюмы Воронежского уезда Воронежской губернии (сёла Смердячья Девица (слева и справа), Масловка (по центру) и деревня Песчанка (справа)), акварель Сергея Павлова 1860-х гг., иллюстрация из книги «Великая реформа 19 февраля (1861-1911) Русское общество и крестьянский вопрос в прошлом и настоящем» изд-ва Сытина, 1911 г. (оригинал акварели из собрания РЭМ)

В геометрической форме женский воронежский костюм представляет собой треугольник. Женский костюм, в отличие от мужского, гораздо больше различался в зависимости от места происхождения. Как правило, различия достигались в элементах костюма, цветовой гамме и способе ношения.
Женские рубахи были холщовые, сначала домотканые, затем из покупных тканей. Наиболее распространёнными были рубахи с косыми поликами, но также встречались рубахи с прямыми поликами. Рукава замужних женщин украшались обильнее, чем у рубах девушек. Полики рубах незамужних девушек вышивались, а не ткались. Рубахи по предназначению делились на повседневные, праздничные, свадебные, воскресные, подвенечные, для престольного дня и траурные («при горе»). Рукава праздничных рубах украшались с большим художественным вкусом. По так называемым годовым праздникам (а также в церковь, на свадьбу и гуляния) девушки и молодухи — молодые замужние женщины — носили годовищные рубахи, отличавшиеся особо сложной вышивкой, покрывавшей верхнюю часть рубахи, полики и части рукавов. Годовищные рубахи вышивались чёрными нитями, но зачастую она дополнялась вставками белой вышивки или кружева, выполненного иглой. Места соединения поликов со станом рубахи, а также продольные швы рукавов обшивались прошивками кумача и узкой полосой чёрной вышивки. С годовищными рубахами носили праздничные же понёвы, зашитые красным гарусом и с коротким передником. Годовищные рубахи носили до конца 1930-х годов.
Юбки-понёвы, характерные для юга России, в Воронежской губернии носились замужними женщинами, в то время как незамужние носили сарафан. Многие виды понёв Воронежской земли отличаются наибольшей яркостью и красочностью среди всех южновеликорусских губерний. Особенно красочными являются понёвы XVIII-начала XIX века из Коротоякского уезда. Понёвы шились из домотканого полотна, после того как полотнища сшивались вместе, получившееся изделие обильно украшалось геометрическим орнаментом. Как правило, основное поле понёвы было чёрным, поверх вышивались вертикальные и горизонтальные полосы красного, реже синего цвета шириной 5 мм-1 см, пересекавшиеся между собой, из-за чего получалась ткань в клетку. Подол понёвы украшался окладом — полосой в 10-25 см ширину, сплошь заполнявшейся тканым геометрическим орнаментом. Сарафаны были глухими, чёрного цвета, и изготовлялись из шести-семи клиньев спереди и одного полотнища сзади. Проёмы для головы и рук украшались полосками кумача. Подол сарафана украшался полоской из красной тесьмы шириной примерно в два пальца. Девочки-подростки опоясывались вязаным поясом, девушки постарше — тканым шерстяным кушаком красного, малинового, реже синего цвета. В некоторых местах носили юбку андарак, распространённую также и у белорусов. На территории бывшего Бирюченского уезда Воронежской области (в современной Воронежской области — в сёлах Россошь, Русская Тростянка, Шубное и Татарино) носили т.н. «бирюченскую» понёву, украшавшуюся наборной вышивкой ковровым настилом яркими, преимущественно красными нитями, по подолу и полотнищам. Уже в начале XX века понёва в Россоши постепенно была заменена юбкой, и в XX-м же веке она использовалась в качестве обрядовой одежды для ряженых в дедов (умерших предков) на гуляньях в Троицу. Коротоякские понёвы имели крупные складки, по которым располагаются вертикальные полосы вышивки ковровым настилом. В междуречье Потудани и Тихой Сосны понёвы по старинным тканям изготавливались ещё в 1960-1980-е годы.
Поверх рубахи и понёвы замужние женщины надевали запан (за́пон) — туникообразную одежду с рукавами или без них. Запан жниц шился из белой холстины и служил рабочей одеждой. Существовала и третья разновидность — завеска или передник. Постепенно запан стал уступать место фартуку, поясной одежде. Девушки предпочитали фартуки запанам и передникам. На бёдрах поверх рубах и понёвы подпоясывалась так называемая подкромина. Поверх понёв с помощью синих шёлковых лент привязывались пластинки-квадраты, украшенные бахромой. В Нижнедевицком уезде они назывались «махры», в других местах они носили такие названия, как «назадни» и «подмахорники». Основой махров служил картонный квадрат размером 15x15 см, обшивавшийся с обеих сторон кумачом. По бокам он украшался разноцветной бахромой из шерстяных нитей. Основная поверхность же обшивалась пуговицами, бисером, тесьмой, блёстками, позументом и так далее. Собственно синяя лента, с помощью которой махры и закреплялись на понёве, пришивалась к верхнему краю украшения.
Женские зипуны изготовлялись из толстого сукна домашнего изготовления. Помимо шуб и халата, верхней одеждой служил коротай — чёрная сатиновая кофта. Однодворки конца XIX-го и начала XX века носили т. н. жилетки — коорткие безрукавки из фабричных тканей (например, чёрного плиса или других тканей красного, синего и чёрного цветов) с подкладкой из домотканого холста, доходившие чуть выше талии. Жилетка обладала прямыми полами и прямой же спинкой, застёгивалась спереди на пуговицы. Жилетки носили по праздникам с рубахами и нарядными юбками, опоясывавшимися широкими поясами, притом таким образом, чтобы жилетка примыкала к поясу. В 1920-е годы «модной» считалась т. н. голопузка — короткая, едва достигающая талии кофточка, изготовлявшаяся из сатина, сатина и шёлка, и обладавшая круглым воротом, длинными рукавами, застёгивавшаяся спереди на крючки или пуговицы, а также украшавшаяся на груди нашивками из разноцветного шелка или сатина, располагавшихся в виде сосенки (иногда мог присутствовать орнамент в виду крупных роз, вышитый крестиком). Голопузки носили девушки по праздникам вместе с яркими юбками. Женщины более старших возрастов не одобряли ношение такой одежды, предпочитая по праздникам же надевать поверх рубахи и полосатой юбки плисовые жилетки.
Замужние женщины, преимущественно старухи, носили повойник. Праздничным головным убором служила сорока с подвесками. Другими головным убором были кика или кичка и кокошник. Кички шились из красных тканей: кумача и шерсти. Праздничные кички, в отличие от повседневных, вышивались спереди несколькими рядами бисера и блёсток. Кокошник, надевавшийся на кичку, шился из золотого галуна, реже из парчи и украшался цветными узорчатыми лентами, жемчугом, бисером, золотным и серебряным шитьём и т.п. Высота кокошников варьировалась от 12 до 16 см в лобной части. В отличие от кик и сорок, которые изготовлялись для каждой женщины, кокошники изготовляли редкие мастерицы, они передавались из поколения в поколение и бережно хранились в сундуках. Как правило, кокошники изготовлялись в городе Павловске, в сёлах Верхний Мамон и Солдатском (здесь промысел изготовления кокошников существует и поныне). Кокошники повсеместно бытовали до конца 1920-х годов, а в Пузеве, Клёповке и ряде других сёл он вышел из употребления около 1947 года. В некоторых сёлах кокошник был неизвестен, и вместо него носили сороку. В Коротоякском уезде кичка вышла из употребления на протяжении 1910-х и начала 1920-х годов. Дольше всего кичка сохранялась в Рассошках, где её носили молодые замужние женщины и женщины средних лет, старухи вместо кички носили т.н. «шлык» — головной убор наподобие повойника. Девушки по годовым праздникам и в тёплые дни носили т.н. клеёнку или обруч, представлявший из себя каркас-обруч из картона, обтягивавшийся чёрной тканью (в некоторых местах — парчой) и затем украшавшийся вышивкой, позументом, орнаментированными лентами, бисером, блёстками и т.п. Высота этого головного убора достигала 5-15 см. Кроме того, по праздникам девушки носили венки из искусственных цветов. Универсальным украшением женских и девичьих головных убором служили помпоны, белые на сороках и чёрные на киках, кокошниках и девичьих клеёнках. Популярным головным убором был платок-косынка, носившийся и девушками (на волосы) и замужними женщинами (поверх головных уборов). Производство платков существовало в том числе и в Воронежье, так, своим качеством славились пуховые платки, изготовлявшиеся крепостными ткачихами Нижнедевицкого уезда, которые принадлежали помещице Вере Андреевне Елисеевой. Кроме того, в Павловском, Острогожском и некоторых других уездах губернии изготовлялись набивные платки. Девичьим украшением являлись косники — украшения для кос, изготовлявшиеся из шёлковых лент, вышедшие из употребления в годы гражданской войны.
На шее носили мониста из фарфоровых бус. В Коротоякском уезде бусы нанизывались на преимущественно чёрный гарус. Бусы коротоякских монист были изготовлялись из гаруса или стекляруса, ширина составляла 2-3 см. Посередине коротоякских монист крепился крестик или иконка, что является достаточно распространённым явлением в южнорусском костюме. Самым нарядным шейным украшением был «бредень» (название употребляется в Мастюгино) или «манжет» (в Оськино), состоявших из разноцветных (с преобладанием синих и белых) бусин, украшенных геометрическим орнаментов (в орнаментике использовались в том числе и «репьи»). Его ширины в зависимости от достатка составляла от пяти до пятнадцати сантиметров. В Землянском, Задонском и Коротоякском уездах гарусом называли наспинное украшение пяти-семи петель из чёрного шнура в 50 см в длину, которое носили по праздникам. Петли нашивались на шёлковую тесьму или шнур, завязывавшихся спереди на шее и спускались на грудь. По большим праздникам с гарусом носили перекинутые через ту же тесьму ленты. Особый, оберегательный характер носило такое украшение, как встава́ранка — подвеска из косточки куриного крыла, прикреплявшаяся на гайтан. Считалось, что вставаранки будто бы защищают носительницу от несчастий и будят рано утром. Вставаранку носили рядом с нательным крестом, прикрепляли на понёву и к наспинным лентам.

## Обувь
Самой распространённым видом обуви были кожаные сапоги. Праздничные мужские сапоги были «гармошкой», то есть, со сборками. Рабочей обувью служили поршни, изготавливавшиеся из одного куска кожи. Женщины носили чёрные кожаные туфли, иногда обладавшие «пестрёными халявами (голенищами)». Праздничные женские туфли-черевики украшались пучками, пистонами, бисером и медной подковкой на каблуке. В Коротоякском уезде носили закрытые черевики и открытые коты/бахилы, а в 1920-е годы за неимением кожи стали изготавливать туфли-коты из сукна и с кожаной подошвой. В начале XX века в качестве праздничной обуви распространились городские полуботинки. Лапти — основной вид обуви русских крестьян в Воронежье был распространён не так широко: их носили преимущественно в некоторых сёлах вблизи границ с Тамбовской и, в меньшей, Курской губернией, да и то, не всё население (в частности, жители сёл Коротоякского уезда, близких к слободе Урыв, не носили лаптей). Там были распространены лапти московского типа и чуни — лапти, сплетённые из верёвок. В Коротоякском уезде чуни были покупными, а в сёлах, где носили лапти, их подвязывали чёрными шерстяными оборами длиной 2 м (при обматывании на голени получался как бы сплошной чёрный паголенок). Коротоякские лапти (за исключением сёл на реке Потудань) плелись плелись лапти с «венцом», когда на носке лаптя поверх основной поверхности проплетались ещё несколько рядов, выступавших над поверхностью всего лаптя. Низкое распространение лаптей, вероятно, обусловлено скудностью необходимого материала и относительной состоятельностью населения в XIX веке.
Зимой носили валенки.
Под обувь носили вязаные чулки белого цвета. С котами носили несколько пар чулок, поскольку толстые ноги считались красивыми. С лаптями в Коротоякском уезде носили суконные онучи, а мужчины с сапогами — «пратянки» из конопли.

## Галерея

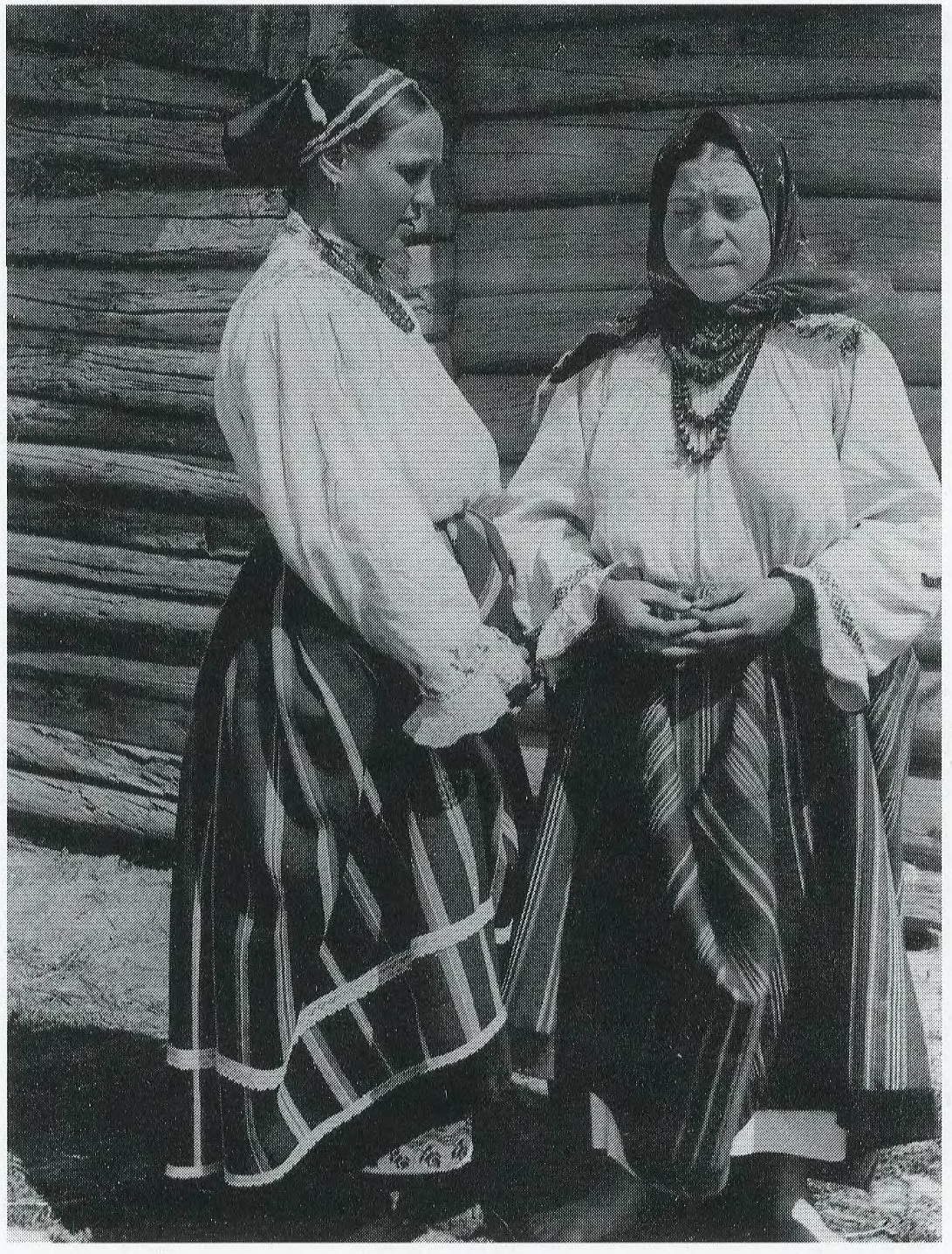
Однодворки Воронежской губернии в повседневной одежде, 1908 г.
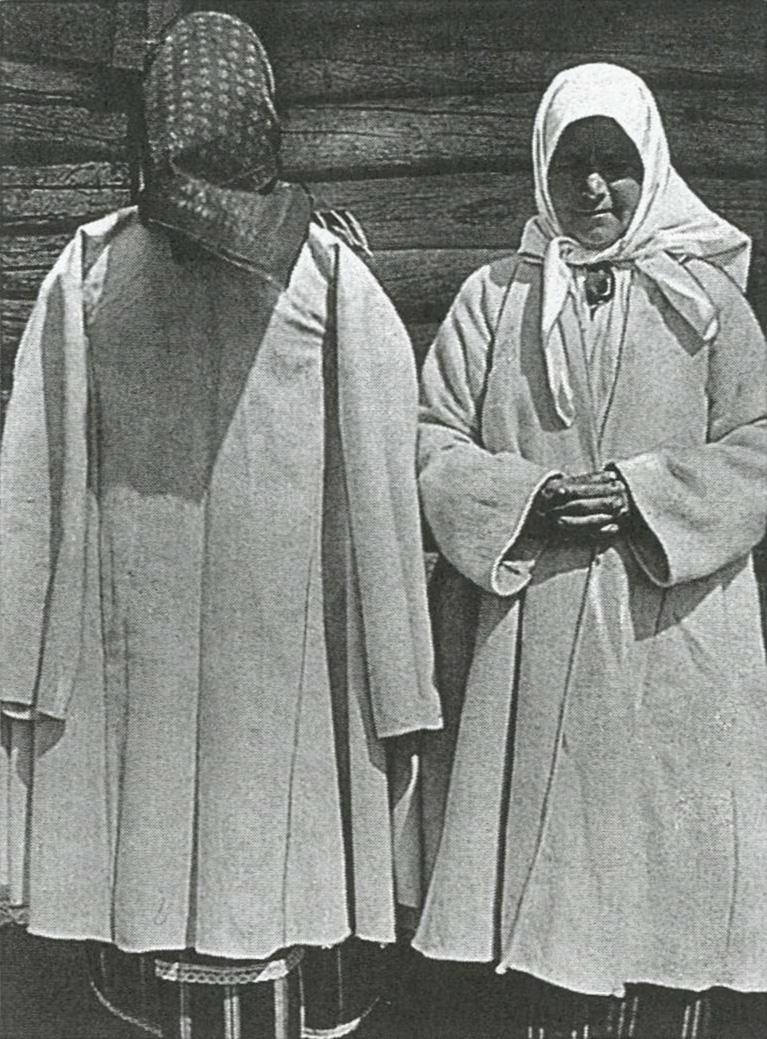
Женщины в верхней одежде, 1908 г.
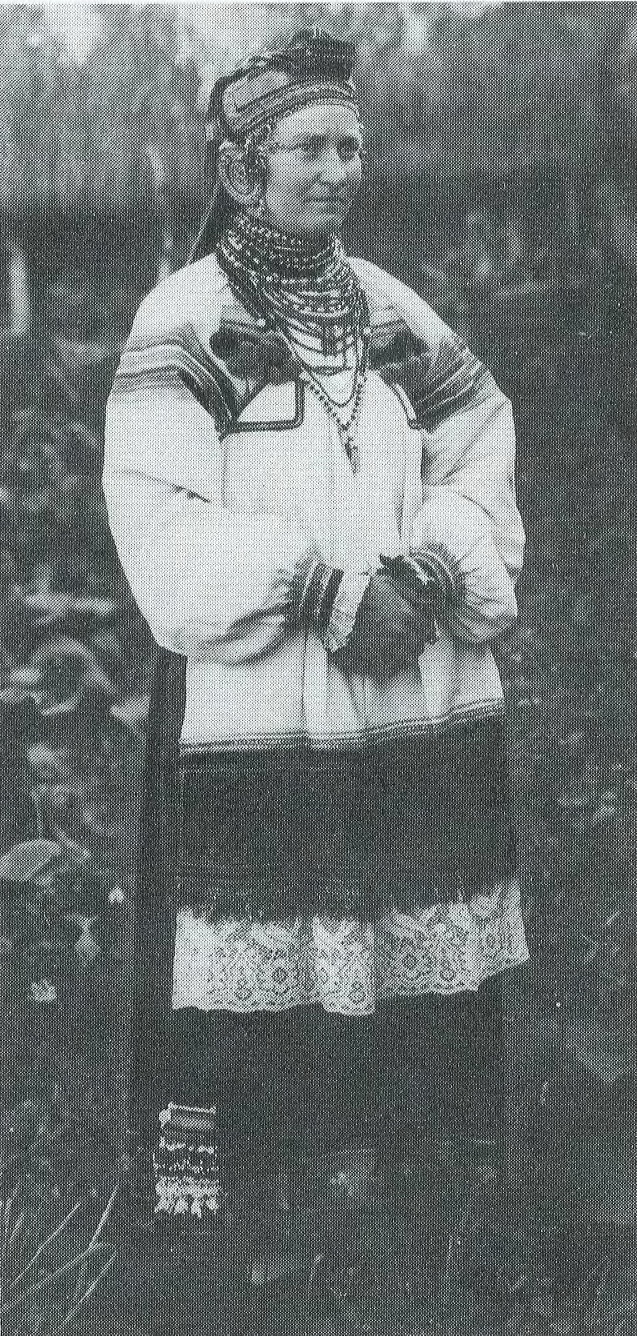
Женщина из Воронежской губернии, дата неизвестна
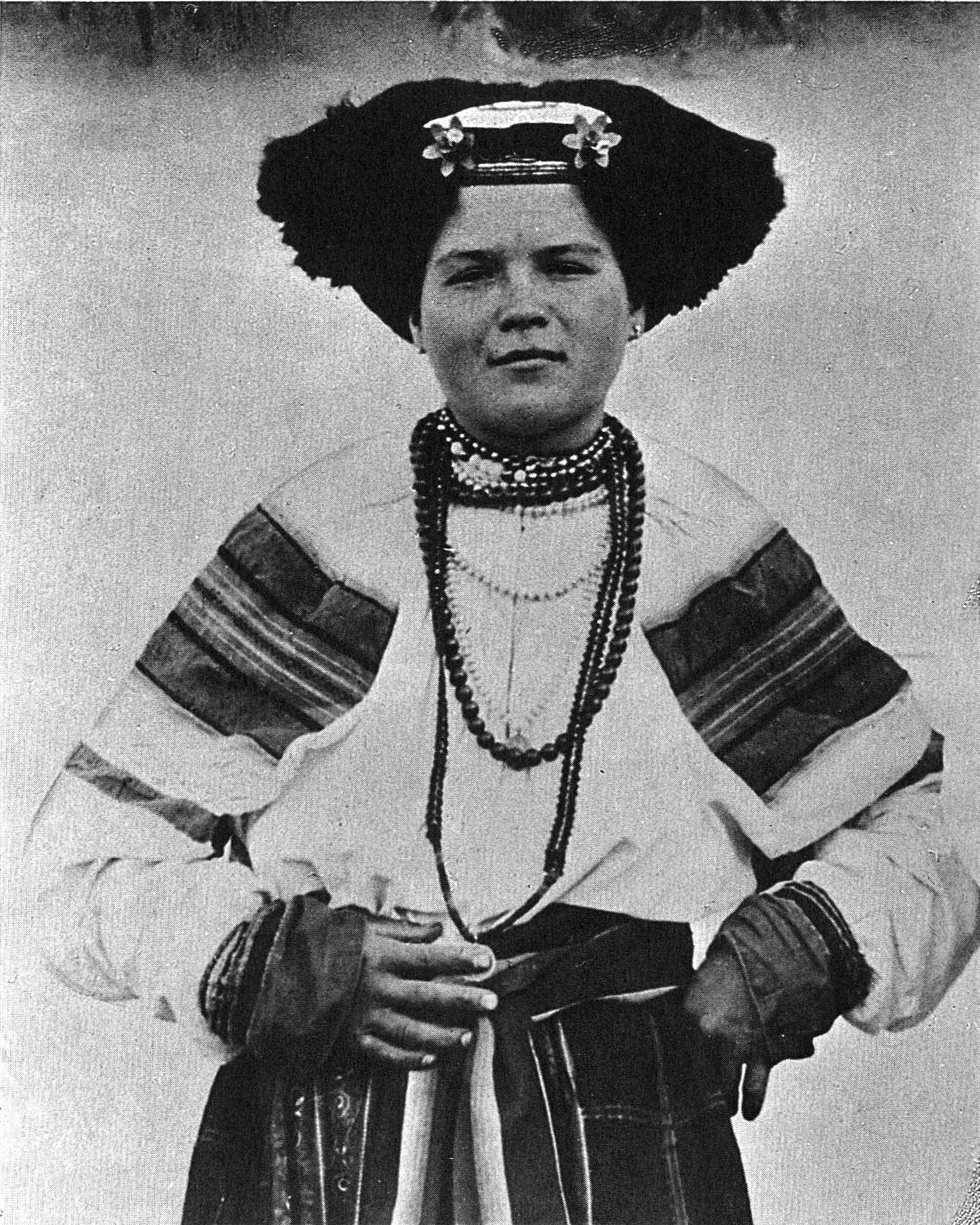
Молодуха в праздничном головном уборе, 1910 г.
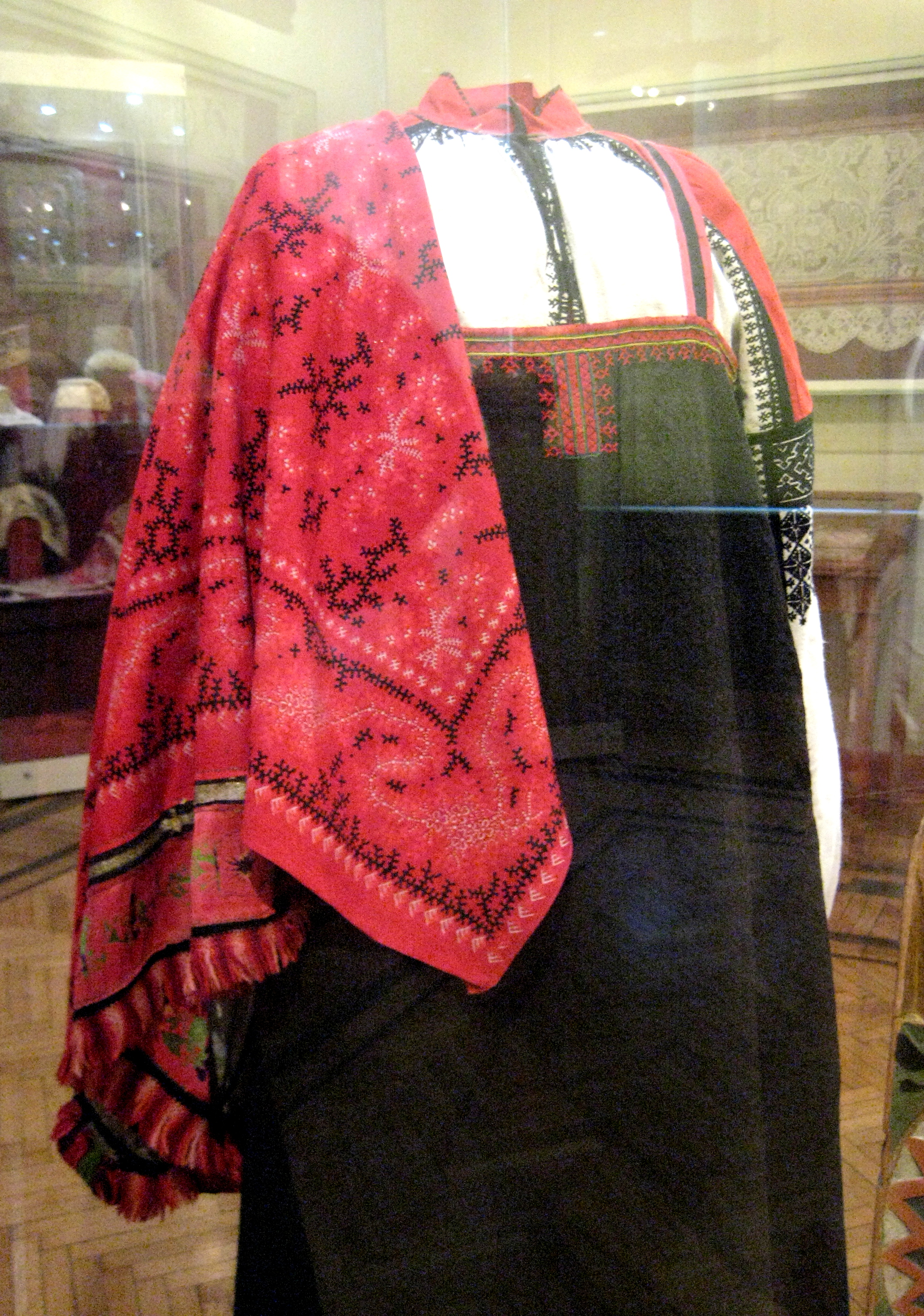
Девичий костюм Бирюченского уезда, из собрания ВМДПНИ
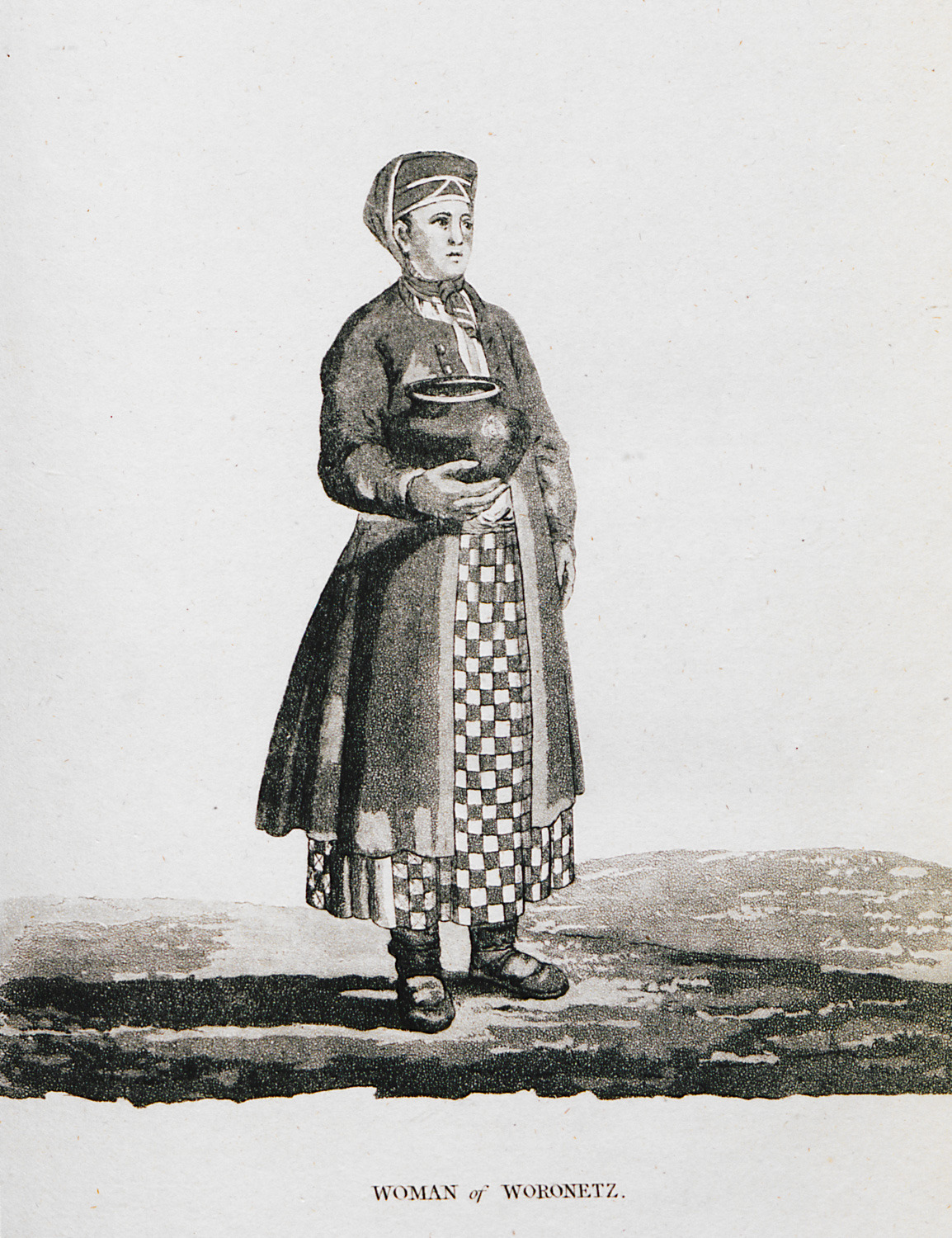
Воронежка в народном костюме, иллюстрация из книги «Travels in various countries of Europe, Asia and Africa» британского путешественника Эдварда Кларка, 1810 г.
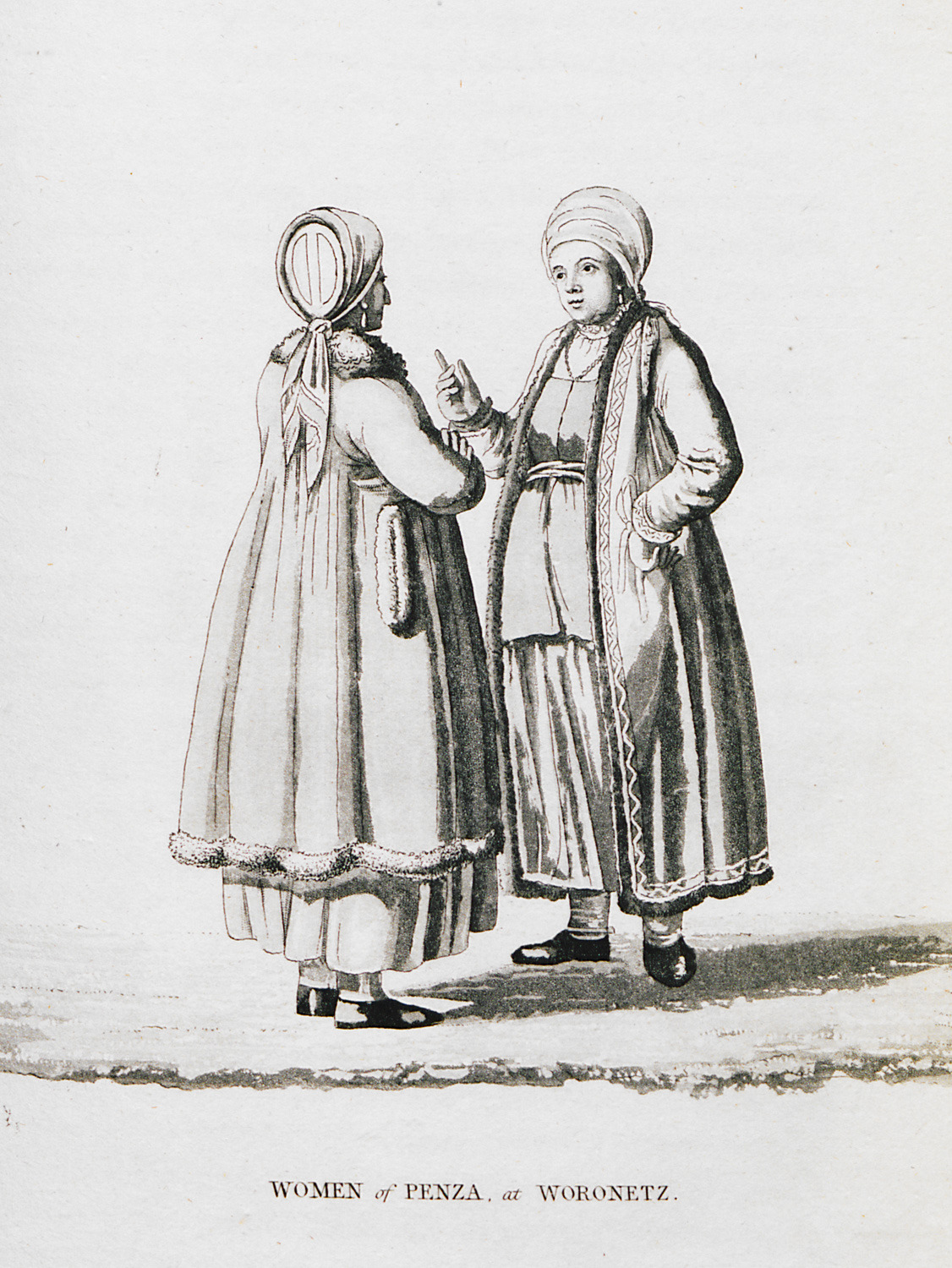
Женщины из Пензы и Воронежа, тот же источник
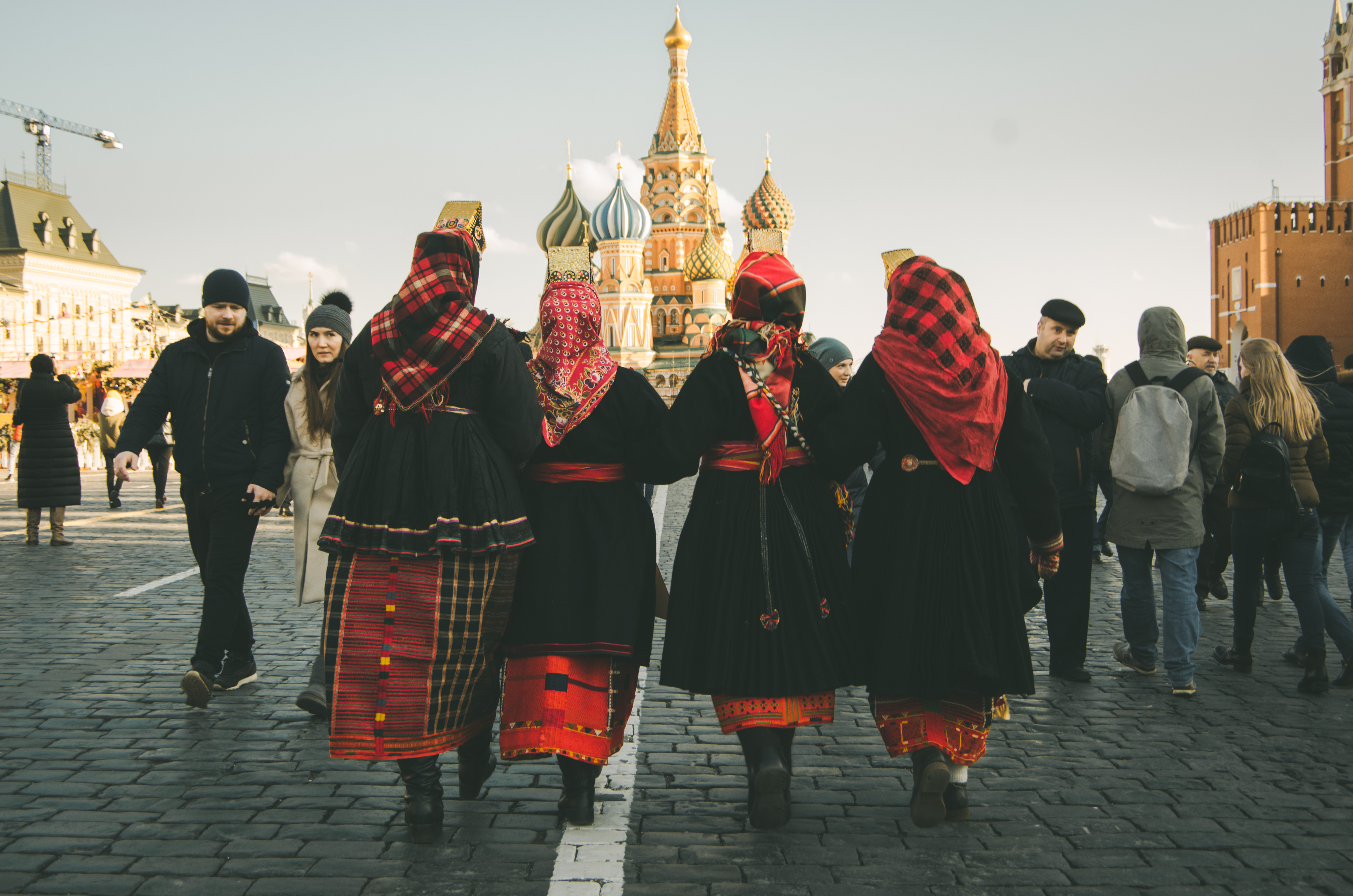
Женщины в воронежских и белгородских народных костюмах на московской Красной площади
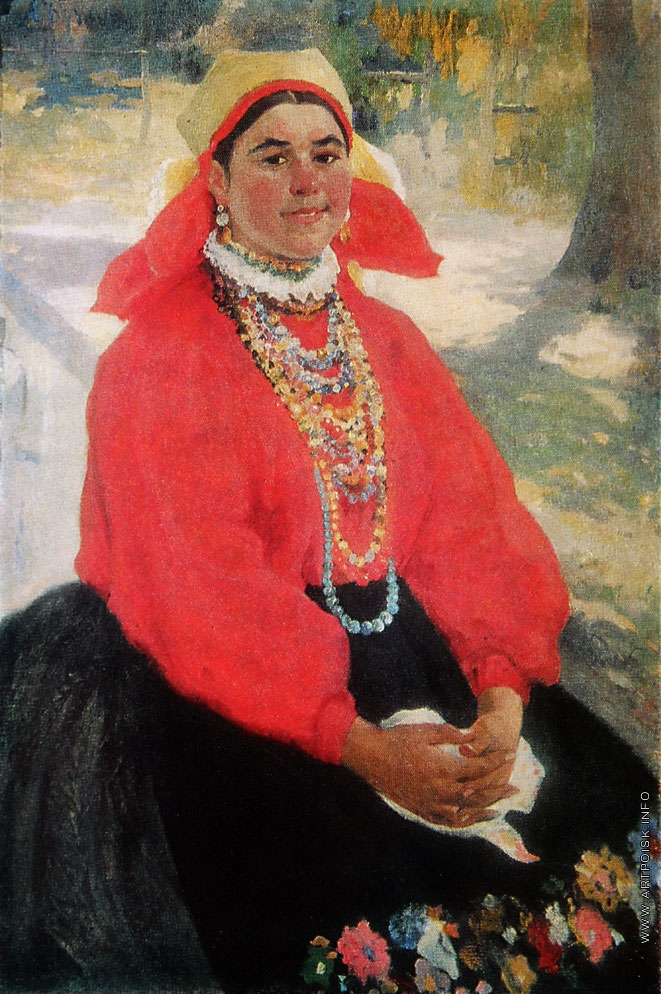
«Девушка в красной кофте», картина Александра Бучкури

Народные костюмы Репьёвского района Воронежской области
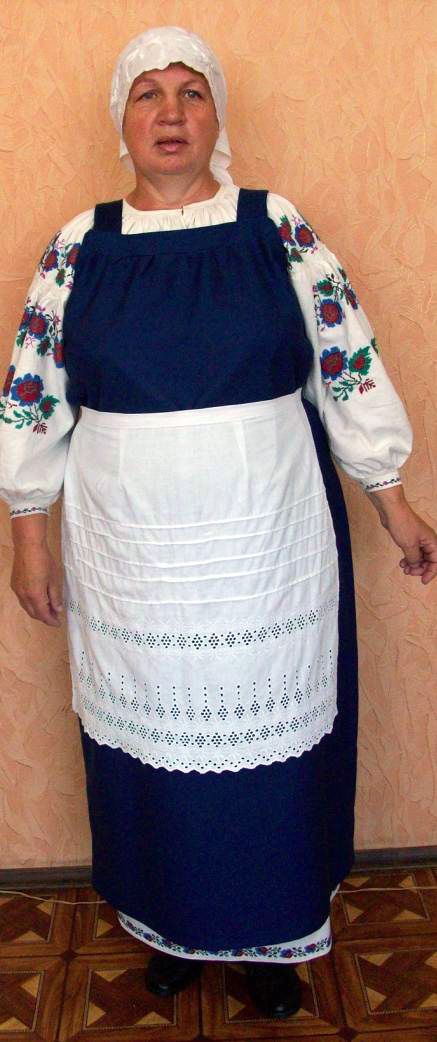
Женский костюм села Верхняя Мельница
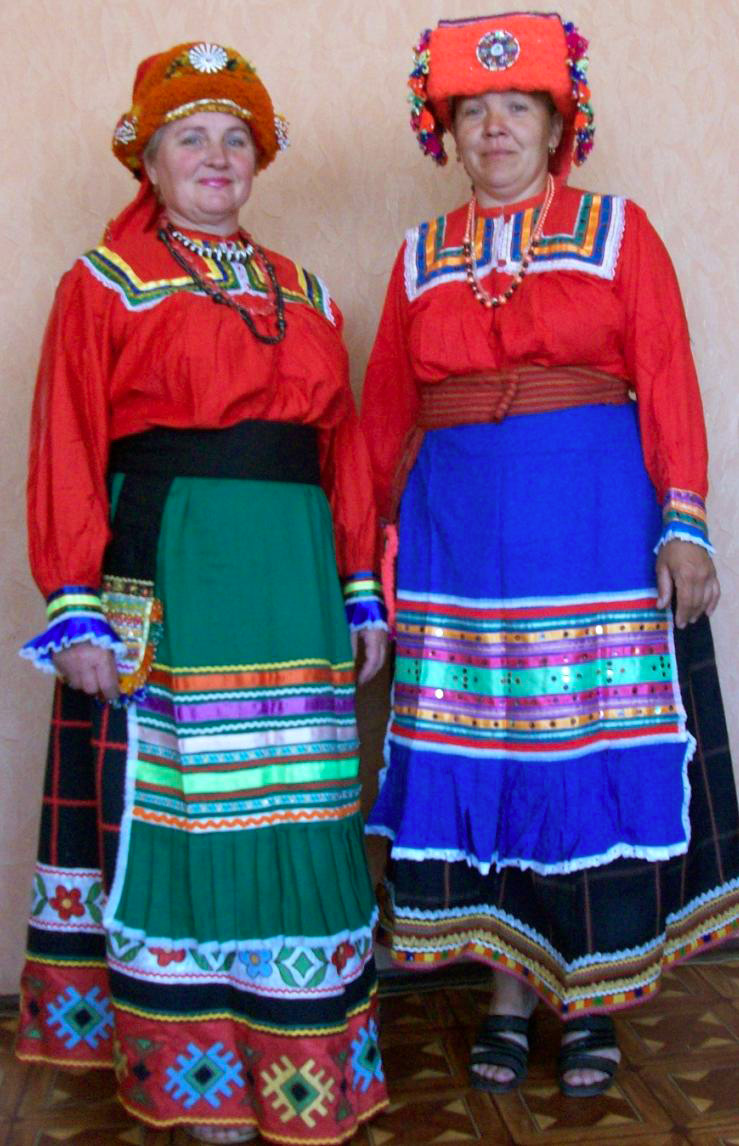
Костюм села Краснолипье
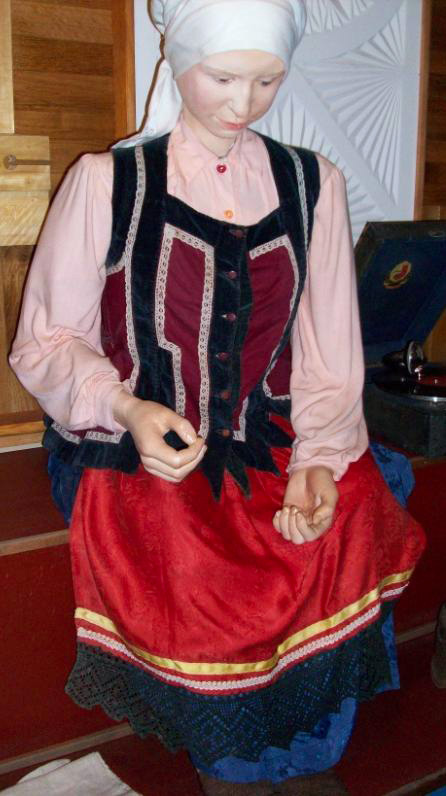
Костюм райцентра — села Репьёвка
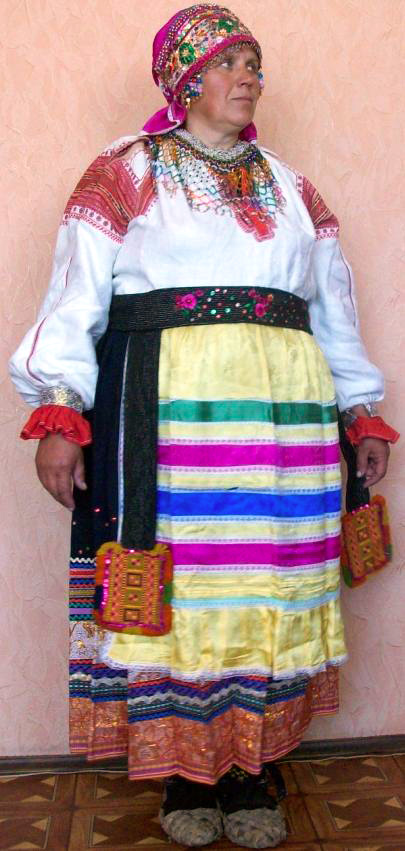
Костюм села Россошки
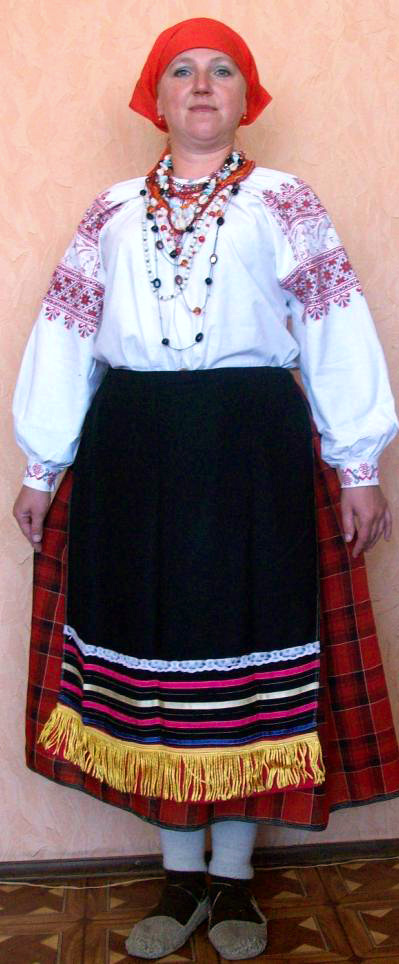
Женский костюм села Одинцовка